# Aragatsotn (Aragatsotn)
Pour l’article homonyme, voir Aragatsotn.
Aragatsotn (en arménien Արագածոտն) est une communauté rurale du marz d'Aragatsotn, en Arménie. Elle compte 1 178 habitants en 2009.